# Denis Baupin
Pour les articles homonymes, voir Baupin.
Denis Baupin, né le 2 juin 1962 à Cherbourg, est un homme politique français.
Membre des Verts puis Europe Écologie Les Verts de 1989 à 2016, il est adjoint au maire de Paris, Bertrand Delanoë, chargé entre 2001 et 2012, des Transports puis du Développement durable, et député de la 10e circonscription de Paris de 2012 à 2017.
Il démissionne de la vice-présidence de l'Assemblée nationale en mai 2016, tout en conservant son mandat de député, après sa mise en cause pour des agressions sexuelles qu'il aurait commises contre huit élues et collaboratrices de son parti. L'enquête pour agression sexuelle sur quatre femmes est classée sans suite pour prescription. Il est condamné pour procédure abusive le 19 avril 2019 pour sa plainte en dénonciation calomnieuse contre ses accusatrices.

## Biographie

### Jeunesse
Denis Baupin est né à Cherbourg dans une famille de la petite bourgeoisie normande. Son père, Charles Baupin, est expert-comptable et commissaire aux comptes. Début des années 1980, il épouse les thèses antimilitaristes et fait son service national comme objecteur de conscience.
En 1984, il sort ingénieur de l'École centrale Paris et trois ans plus tard, il dirige jusqu'en 1990 l'association de solidarité internationale Terre des Hommes.

### Carrière politique
Adhérent des Verts depuis 1989, conseiller du Groupe Vert au Parlement européen pour les questions sur le tiers-monde puis conseiller politique de Dominique Voynet au ministère de l'Environnement et de l'Aménagement du territoire de 1997 à 1998. Il est conseiller du 20e arrondissement depuis 1995.
Il fonde Agir pour l'environnement en 1997 et Écolosphère.net en 2009.

Il est l'un des quatre porte-parole des Verts de 1998 à 2002.

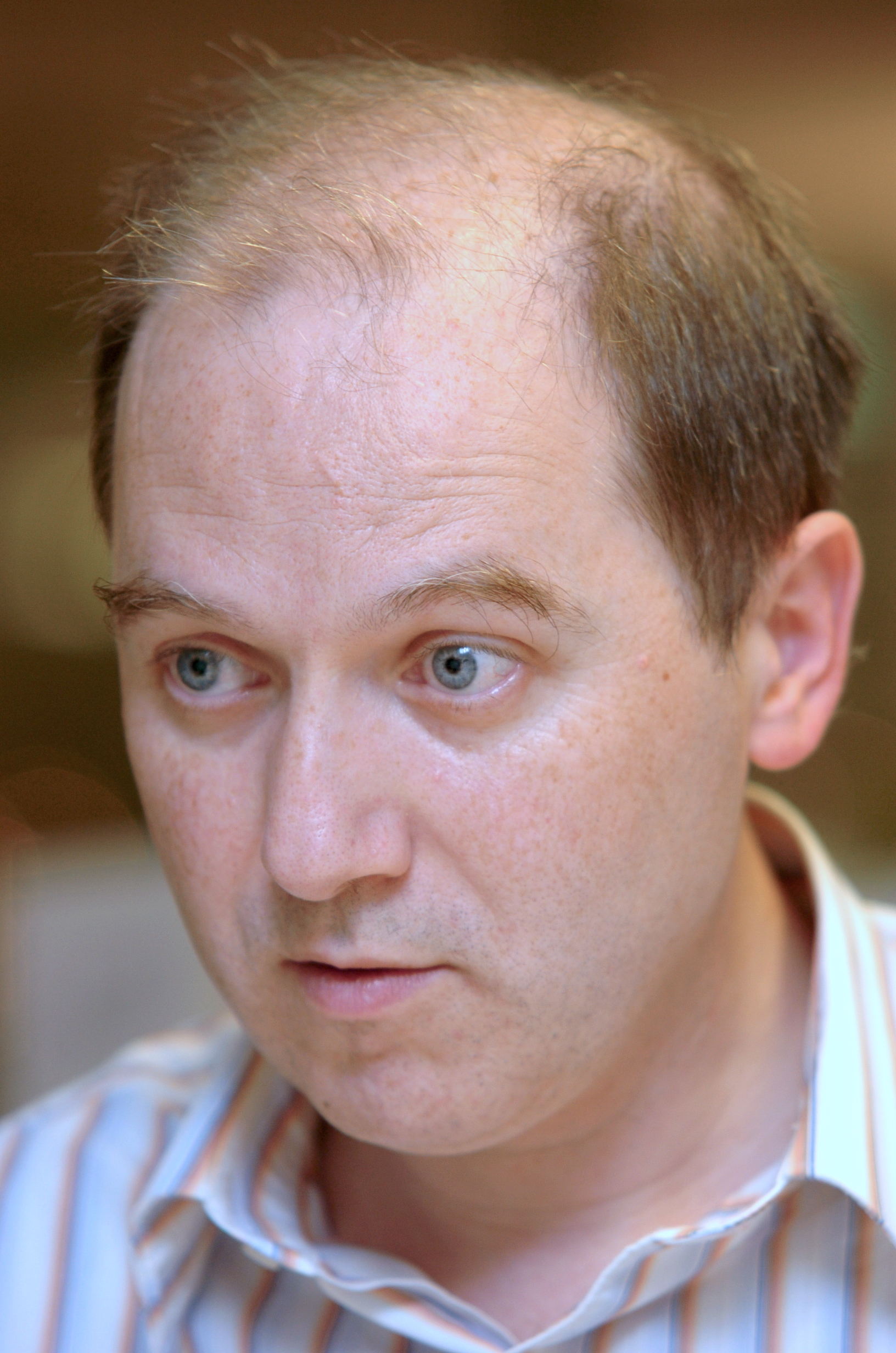
Denis Baupin, le 04 décembre 2007 à Paris.

Il incarne entre 2001 et 2008, comme adjoint au maire de Paris, chargé des transports, de la circulation, du stationnement et de la voirie, la politique visant à réduire la place des voitures dans l'espace public au profit des transports alternatifs (protection des couloirs de bus, tramway des Maréchaux, Vélib', Noctiliens, quartiers verts, extension aux jours fériés de la fermeture dominicale des voies sur berge, Paris Plages). Ses opposants le surnomment souvent « le Khmer vert ». Airparif constate une baisse des émissions d'oxydes d'azote de 32 % entre 2002 et 2007, dont une partie provient de l'amélioration du parc automobile, les évolutions de circulation dans Paris intra muros y contribuant pour 20 %. De même les émissions de gaz à effet de serre dues aux déplacements sont réduites de 9 % sur la capitale dans la même période.
De 2004 à 2008, il préside le Club des villes cyclables, devenu ensuite Club des villes et territoires cyclables.
Il conduit les listes autonomes des Verts lors des élections municipales de 2008 à Paris. Avec la réélection de Bertrand Delanoë en mars 2008, il reste adjoint au maire de Paris et devient chargé du développement durable, de l'environnement et du plan climat. Il met en œuvre le plan climat de la ville de Paris qui vise à réduire de 25 % les émissions de gaz à effet de serre de la ville à l’horizon de 2020, notamment par la poursuite de la politique de transports, l’isolation thermique des bâtiments, le développement des énergies renouvelables, etc. Il a représenté Paris à la conférence de Copenhague de 2009 sur le climat.
Il est membre du collège exécutif des Verts depuis décembre 2008 chargé de la lutte contre le dérèglement climatique, du suivi et des suites de la conférence de Copenhague. Il est membre de l'exécutif d'Europe Écologie Les Verts, chargé du projet 2012[réf. nécessaire].
De 2009 à avril 2013, il est vice-président et trésorier du réseau Énergie-Cités qui regroupe plus de 1 000 villes européennes.
Il représente le département de Paris au conseil d'administration de l'Atelier parisien d'urbanisme (APUR), dont il est trésorier.
Il préside l'Agence parisienne du climat de sa création en 2011 à 2012. Cette agence est une association multi-partenariale qui a vocation à accompagner la mise en œuvre du plan climat de Paris. Cette structure inédite, prévue dans le plan climat de Paris adopté à l’unanimité en octobre 2007, a pour objet de porter la dynamique du plan climat sur le territoire de Paris auprès des usagers et des acteurs du territoire, d’accompagner le changement des comportements, d’aider à l’engagement concret dans la lutte contre le changement climatique.
Lors des élections législatives de 2012 à Paris, il est candidat EELV-PS dans la 10e circonscription de Paris et est élu au 2e tour avec 64,73 % des votes. Il est par la suite élu vice-président de l'Assemblée nationale et démissionne de ses fonctions de maire-adjoint de Paris le 5 juillet 2012 pour éviter le cumul des mandats.
Soutenant la politique de François Hollande, il incarne la ligne réformiste et pro-gouvernementale au sein du parti écologiste. Le 18 avril 2016, il annonce qu'il quitte Europe Écologie Les Verts, invoquant des désaccords avec les choix stratégiques du parti. En décembre 2016, il annonce ne pas se représenter aux élections législatives de 2017.
En 2020, Denis Baupin se reconvertit en lobbyiste sur les sujets liés à la transition écologique dans la société MTEV Consulting détenue par son épouse, Emmanuelle Cosse.
En juin 2023, il est désigné grand électeur pour les élections sénatoriales par le groupe Paris en commun (PS) au conseil municipal de Paris. Face aux critiques soulevées par cette nomination, il se retire de cette liste.

### Vie privée
Denis Baupin a été le compagnon de Mireille Ferri, ancienne vice-présidente du conseil régional d'Île-de-France. Il est le père d'un garçon, né en avril 2007 de son union avec Pauline Véron, adjointe à la maire de Paris. Il a aussi deux enfants d'Emmanuelle Cosse (des jumeaux nés en 2013), avec laquelle il s'est marié le 20 juin 2015.
Il se définit comme « libertin incompris » et reconnaît avoir « longtemps été dans le registre de la séduction et dans une forme de libertinage correspondant à la culture des écologistes ».

## Accusations de harcèlement et d'agressions sexuelles
Le 9 mai 2016, France Inter et Mediapart publient les témoignages de huit élues et collaboratrices d'Europe Écologie Les Verts affirmant avoir été victimes, de 1998 à 2014, de harcèlement sexuel, voire d'agression sexuelle, par Denis Baupin. Quatre personnes sont citées : la députée Isabelle Attard, la porte-parole du parti Sandrine Rousseau, l'adjointe chargée de la jeunesse à la mairie du Mans, Elen Debost et la conseillère régionale d’Île-de-France Annie Lahmer. C'est une photo de Denis Baupin qui participe en mars à une campagne contre les violences faites aux femmes qui fait sortir au total 14 femmes du silence.
Denis Baupin conteste ces accusations, mais démissionne le jour même de la vice-présidence de l'Assemblée nationale et se met « en retrait » du groupe écologiste, tout en restant député. Le 10 mai 2016, le parquet de Paris ouvre une enquête préliminaire à l’encontre du député écologiste pour agression sexuelle et harcèlement et confie l'enquête à la Brigade de répression de la délinquance contre la personne (BRDP). Le 12 mai, Denis Baupin demande à Mediapart de supprimer l'article ayant révélé l'affaire, mais le site refuse en dénonçant une sommation attentatoire au droit de la presse. De nouveaux témoignages contre Denis Baupin sont publiés fin mai 2016. En juin, Isabelle Attard, Elen Debost et Sandrine Rousseau déposent plainte, ainsi que Véronique Haché, ancienne conseillère de Bertrand Delanoë. Le 6 mars 2017, l'affaire est classée sans suite, pour prescription, même si les accusations ont pu être « corroborées » et certains faits étaient « susceptibles d'être qualifiés pénalement ». Denis Baupin se dit satisfait de cette décision, mais regrette cette prescription, qui selon son avocat Emmanuel Pierrat « constitue une entrave au rétablissement de la vérité »,.
Dans la foulée, il porte plainte contre les journalistes Lenaïg Bredoux et Cyril Graziani, et les directeurs de rédaction Edwy Plenel et Mathieu Gallet, pour diffamation publique, et contre ses accusatrices et leurs témoins pour complicité de diffamation publique, ainsi que contre EELV pour diffamation publique,. Le procès contre ses accusatrices s'ouvre le 4 février 2019 et devient à charge contre Baupin à mesure des témoignages d'agressions. Sa compagne Emmanuelle Cosse et Dominique Voynet y témoignent en sa faveur, alors que Cécile Duflot y témoigne d'une agression de sa part qu'elle aurait subie en 2008.
Denis Baupin est condamné le 19 avril 2019 à verser des dommages et intérêts, pour un montant total de 7 500 euros, à tous les prévenus qui en avaient fait la demande, journalistes compris, pour « abus de constitution de partie civile »,.
Il retire sa plainte en diffamation contre EELV le 5 septembre 2019.

## Publications
- Tout voiture, no future, Paris, éditions de l'Archipel, 2007, 304 p. (ISBN 978-2-84187-920-5)
- La planète brûle, où sont les politiques ?, Paris, éditions Hoëbeke, 2011, 337 p. (ISBN 978-2-84230-409-6)
- La Révolution énergétique, une chance pour sortir de la crise, Paris, éditions Les Petits matins, 2013, 157 p.  (ISBN 9782363830845)